# Giải bóng đá nữ Vô địch U-16 Quốc gia Việt Nam
Giải bóng đá nữ U16 quốc gia (Việt Nam) là giải đấu bóng đá nữ thường niên do Liên đoàn bóng đá Việt Nam tổ chức cho các đội bóng đá nữ dưới 16 tuổi tại Việt Nam. Đương kim vô địch hiện tại đó là U16 nữ Phong Phú Hà Nam.

## Các đội tham dự
Các đội nữ U16 tham dự:
- 2015: Phong Phú Hà Nam, Hà Nội, Thường Tín và đội Dự tuyển U16 Việt Nam
- 2016: Phong Phú Hà Nam, Hà Nội, Thành phố Hồ Chí Minh và đội Dự tuyển U16 Việt Nam
- 2017: Phong Phú Hà Nam, Hà Nội, Thành phố Hồ Chí Minh và đội Dự tuyển U16 Việt Nam
- 2018: Phong Phú Hà Nam, Hà Nội, Thành phố Hồ Chí Minh và đội Dự tuyển U16 Việt Nam
- 2019: Apec Sơn La, Hà Nội, Thành phố Hồ Chí Minh và đội Dự tuyển U16 Việt Nam
- 2020: Apec Sơn La, Hà Nội Watabe, Thành phố Hồ Chí Minh, Phong Phú Hà Nam và đội Dự tuyển U16 Việt Nam
- 2022: Sơn La, Hà Nội, Thành phố Hồ Chí Minh, Phong Phú Hà Nam
- 2023: Hà Nội, Thành phố Hồ Chí Minh, Phong Phú Hà Nam, Thái Nguyên T&T

## Các đội vô địch
| Mùa giải                     | Nơi đăng cai | Đội vô địch             | Đội hạng nhì              | Đội hạng ba               | Đội phong cách            |
| ---------------------------- | ------------ | ----------------------- | ------------------------- | ------------------------- | ------------------------- |
| Giải bóng đá tập huấn nữ U16 |              |                         |                           |                           |                           |
| 2015                         | VYF, Hà Nội  | U16 Phong Phú Hà Nam    | U16 Dự tuyển Việt Nam     | U16 Hà Nội                | U16 Thường Tín            |
| 2016                         | VYF, Hà Nội  | U16 Hà Nội              | U16 Dự tuyển Việt Nam     | U16 Thành phố Hồ Chí Minh | U16 Phong Phú Hà Nam      |
| 2017                         | VYF, Hà Nội  | U16 Hà Nội(2)           | U16 Phong Phú Hà Nam      | U16 Dự tuyển Việt Nam     | U16 Thành phố Hồ Chí Minh |
| Giải bóng đá nữ U16 Quốc gia |              |                         |                           |                           |                           |
| 2018                         | Sân Hà Nam   | U16 Hà Nội(3)           | U16 Thành phố Hồ Chí Minh | U16 Dự tuyển Việt Nam     | U16 Phong Phú Hà Nam      |
| 2019                         | Sân Sơn La   | U16 Hà Nội(4)           | U16 Dự tuyển Việt Nam     | U16 Thành phố Hồ Chí Minh | U16 Apec Sơn La           |
| 2020                         | VYF, Hà Nội  | U16 Dự tuyển Quốc gia   | U16 Phong Phú Hà Nam      | U16 Hà Nội Watabe         | U16 Dự tuyển Quốc gia     |
| 2022                         | VYF, Hà Nội  | U16 Phong Phú Hà Nam(2) | U16 Hà Nội                | U16 Thành phố Hồ Chí Minh | U16 Sơn La                |
| 2023                         | VYF, Hà Nội  | U16 Phong Phú Hà Nam(3) | U16 Hà Nội                | U16 Thái Nguyên T&T       | U16 Hà Nội                |